# Brachysiderus elyanae
Brachysiderus elyanae är en skalbaggsart som beskrevs av Roger Paul Dechambre 2009. Brachysiderus elyanae ingår i släktet Brachysiderus och familjen Dynastidae. Inga underarter finns listade.